# Bastille Day
Bastille Day (bra: Atentado em Paris; prt: Bastille Day - Missão Antiterrorista) é um filme norte-americano de ação de 2016, dirigido por James Watkins e escrito por Andrew Baldwin. O filme é estrelado por Idris Elba, Richard Madden, Charlotte Le Bon, Eriq Ebouaney e José Garcia.

## Sinopse
Michael Mason (Richard Madden) é um norte-americano que vive em Paris e se encontra nas mãos da CIA quando ele rouba uma bolsa que contém mais do que uma carteira. Sean Briar (Idris Elba), o agente de campo no caso, rapidamente percebe que Michael é apenas um peão de um jogo muito maior e também é o seu melhor trunfo para descobrir uma conspiração criminosa em grande escala no coração da força policial.

## Elenco
- Idris Elba como Sean Briar
- Richard Madden como Michael Mason
- Charlotte Le Bon como Zoe Neville
- Kelly Reilly como Karen Dacre
- Eriq Ebouaney
- José Garcia como Victor Gamieux
- David Georgiou
- Mohamed Makhtoumi
- James Cox
- Jérôme Gaspard
- Laura-Ann Brand

## Produção
Em 11 de novembro de 2013, Idris Elba se juntou ao elenco do filme. Em 18 de maio de 2014 a Focus Features adquiriu os direitos de distribuição do filme para os Estados Unidos. Em 02 de outubro de 2014, Richard Madden se juntou ao elenco. A filmagem começou em 13 de outubro, 2014, em Paris, e terminou em 17 de dezembro de 2014.